# Zohar Fresco

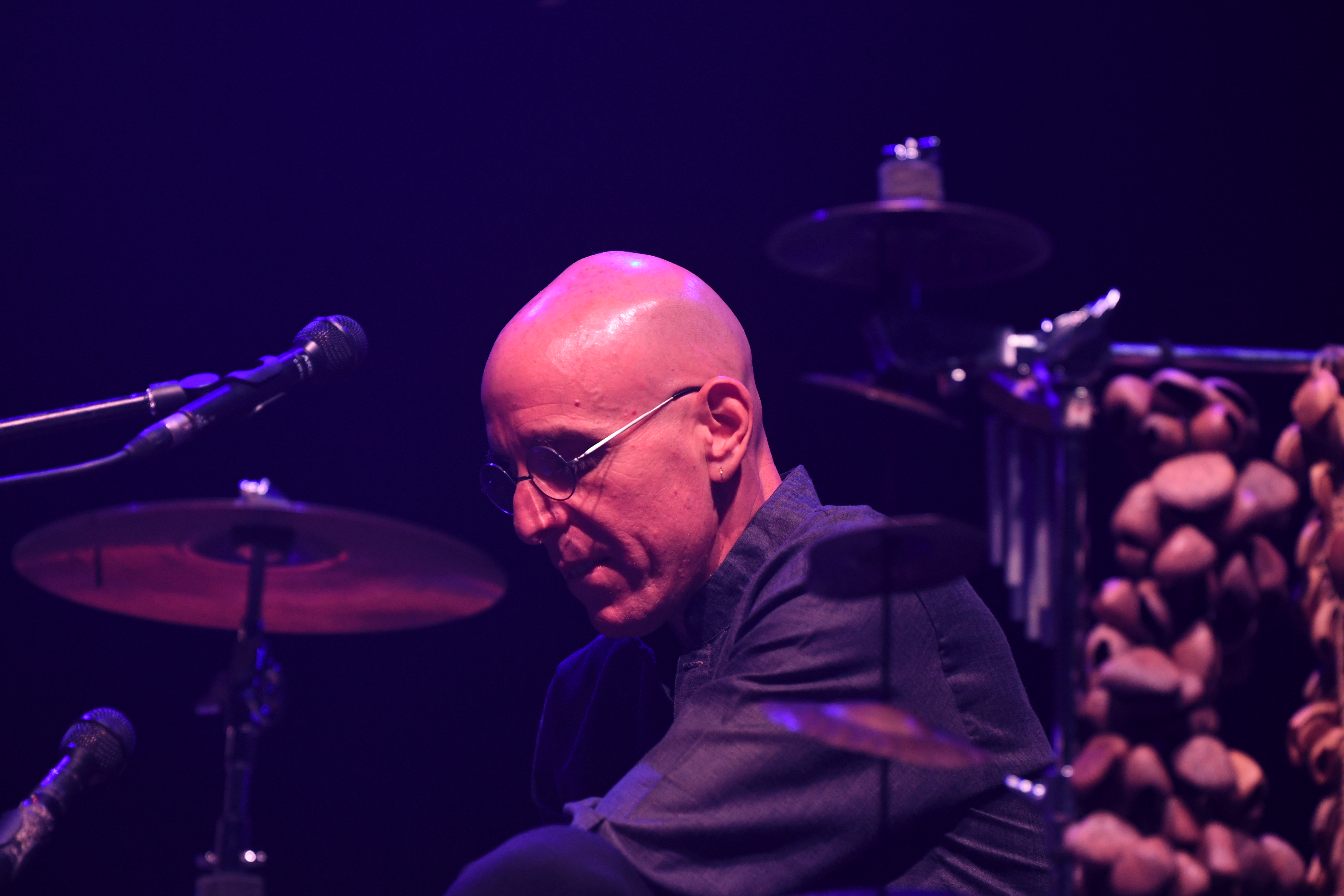
Zohar Fresco, 2023

Zohar Fresco (* 1969 in Israel) ist ein israelischer Perkussionist und Komponist, der sich auf Rahmentrommeln spezialisiert hat.

## Leben und Wirken
Fresco ist ein Nachkomme des türkischen Komponisten Ishak Fresco Romano (auch Tanburi Ishak Efend genannt, 1745–1814), der am Hof von Selim III. tätig war. Zohar Fresco begann bereits als Kind mit dem Trommelspiel und entwickelte eine neue Grifftechnik auf der Rahmentrommel Tof Miriam. Er war Gründungsmitglied der israelisch-arabischen Band Bustan Abraham, die zwischen 1991 und 2003 existierte und mehrere Alben veröffentlichte.
Dann wurde er im Bereich des Jazz bekannt als Mitglied Jazz-Trios Możdżer Danielsson Fresco, das er zusammen mit dem polnischen Pianisten Leszek Możdżer und dem schwedischen Kontrabassisten Lars Danielsson bildete. Er arbeitete auch mit Hamid Drake und Ara Dinkjian. Weiterhin war er mit Philip Glass auf Tournee und ist auf Alben von Ross Daly und Kelly Thoma zu hören.
Zohar Fresco war wiederholt Gast auf dem Tamburi Mundi Festival in Freiburg.

## Diskographische Hinweise
- Ziryab Trio: Mashreq Classics (1997)
- Możdżer Danielsson Fresco: The Time (2005, PL: Diamant)[5]
- Możdżer Danielsson Fresco: Between Us and the Light (2006, PL: ×2Doppelplatin )
- Ara Dinkjian: An Armenian in America (2006)
- Napoli-Tel Aviv mit Achinoam Nini und Gil Dor (2007)
- Możdżer Danielsson Fresco: Polska (2013, PL: ×2Doppelplatin )
- Leszek Możdżer & Friends: Live at Berlin Philharmonic III (2015)
- Tof Miriam (2015)
- Możdżer Danielsson Fresco & Holland Baroque: Just Ignore It (2021)
- Możdżer Danielsson Fresco: Beamo (2025)[6]